# Havelberg
Havelberg er en tidligere Hansestad i Landkreis Stendal i den tyske delstat Sachsen-Anhalt. Byen er den eneste i landkreisen der ikke deltager i et Verwaltungsgemeinschaft. Historisk er byen forbundet med Prignitz/Markgrevskabet Brandenburg.

## Geografi
Byen, hvis historiske centrum ligger på en ø i floden Havel, ligger i det yderste nordøstlige hjørne af delstaten Sachsen-Anhalt , ved Havel, kort før dens udløb i Elben. nord og øst støder Havelberg til de tre brandenburgske landkreise Prignitz, Ostprignitz-Ruppin og Havelland.

### Landsbyer og bebyggelser
Til Havelberg landsbyerne:
| - Damerow - Garz - Jederitz - Kuhlhausen | - Kümmernitz - Müggenbusch - Nitzow - Toppel | - Vehlgast - Waldfrieden - Warnau - Wöplitz |

og bebyggelserne
| - Dahlen - Kiebitzberg | - Klein Damerow - Nitzow Ausbau | - Wendisch Kirchhof |

## Historie
Fra omkring 600-tallet var området beboet af vestslaviske stammer. Havelberg er grundlagt af den tysk-romerske kejser Otto den Store i år 946, samtidig med Bispedømmet Havelberg blev grundlagt. I forbindelse med den tyske østkolonisering blev stiftet brugt til missionsarbejde blandt slaverne. Havelberg er sammen med Brandenburg an der Havel de ældste stifter øst for Elben. Ved slavernes opstand i 983 blev bispesædet ødelagt, og var indtil 1128 slavisk fyrsteresidens.
Omkring 1130 indtoges Havelberg af kejser Lothar III. Efter stridigheder fra 1136-1137 havnede området endelig gennem Albrekt Bjørnen under det tysk-romerske riges kontrol, hvilket gjorde det muligt for biskoppen, som tidligere kun var  titulær, at tage sit stift i besiddelse.  Domkirken i Havelberg grundlagdes 1150 på et bjerg ved floden Havel og indviedes 1170.  Den blev bygget for også at kunne fungere som befæstning i den omstridte region. Efter forlægningen af biskopsædet til Havelberg kom voksede en middelalderlig by op på en halvø ved floden nedenfor domkirkebjerget. Den nøjagtige dato for byens by-rettigheder er ikke kendt.
Da byen Havelberg aldrig helt stod under biskoppernes indflydelse, men tilhørte markgrevskabet Brandenburg, måtte biskopperne efterhånden forlægge deres hovedsagelige residens til biskopborgen i Wittstock, som helt var under biskopperne. Fra begyndelsen af 1300-tallet opholdt biskopperne sig hovedsageligt i Wittstock, og Wittstock forblev biskoppernes residens indtil reformationen og den sidste katolske biskops død  i 1548.
I middelalderen var Havelberg et vigtig handelsled mellem det nordligste og mellemste Tyskland. Byen grundlagdes på en halvø i floden Havel som deltes med en voldgrav, og var formet rundt med omkring 375 meters diameter. Da byen var omringet af vand var den kun let befæstet og havde kun en omgivende mur ved byportene. Domkirkens område udgjorde en selvstændig befæstning på bjerget udtil floden.  1359 blev byen som de fleste af de andre byer i regionen medlem af Hanseforbundet.  Byen var fremtrædende indenfor handel med trævarer og korn, og havde handelskontakter med Flandern fra slutningen af 1200-tallet. Omkring 1460 blev der præget mønter i Havelberg, Havelberger Sterngroschen.

## Galleri
- Voldgraven og Domkirken St. Marien
- Domkirken St. Mariens vestgavl
- Klostergården
- Havelberg
- Rådhuset